# 根瘤蚜總科
根瘤蚜總科（學名：Phylloxeroidea）屬半翅目胸喙亞目，是一種寄生於葡萄的害虫的集合，原产于北美洲東部，因商旅關係帶回歐洲，现在已遍布世界各地，包括加拿大、法國、以色列及中國等。曾於19世紀末期對歐洲的葡萄酒業造成致命的打擊。

## 分類
根瘤蚜總科（Phylloxeroidea）是胸喙亞目下的一個小的總科，其物種原來還包括球蚜總科（Adelgoidea）的物種，現時已分開。這兩個分類的物種，在較早期的分類，全都被劃歸蚜總科（Aphidoidea）。

## 下级分类
本科包括以下亚科和属：
- 根瘤蚜亚科 Phylloxerinae Herrich-Schaeffer, 1854
  - 族 Acanthochermesini Börner, 1913
    - 棘矮蚜属 Acanthochermes Kollar, 1848

  - 根瘤蚜族 Phylloxerini Herrich-Schaeffer, 1854
    - 梨矮蚜属 Aphanostigma Börner, 1909
    - 属 Daktulosphaira Shimer, 1866
    - 呋矮蚜属 Foaiella Börner, 1909
    - 属 Olegia Shaposhnikov, 1979
    - 葡萄根瘤蚜属 Phylloxera Boyer de Fonscolombe, 1834

  - 未指定族的属
    - 属 † Palaeophylloxera Heie & Peñalver, 1999
- 倭蚜亚科 Phylloxerininae Börner, 1908
  -     - 倭蚜属 Phylloxerina Börner, 1908